# 協定税率
協定税率（きょうていぜいりつ）とは、
- 二国間条約又は複数の特定の国との条約[1]に基づいて特定品目に関して定められた関税率。
- 世界貿易機関（旧GATT）によって締結された協定に基づく関税率。

現在は、対等な外交交渉によって協定税率が制定されているが、不平等条約においては、一方の当事者は原則的に全ての品目が相手国の了承が無くして勝手に関税率を改めることは出来ないが、他方の当事者はそのような拘束を受けなかった。「関税自主権がない」というのは、このような片務的な形で関税が相手国との協定税率によって拘束された状態の事を指している。現在のWTO体制のもとでは少なくとも先進国はほとんどの品目について協定税率の拘束を受けているが、互恵的な拘束であり、このような場合を「関税自主権がない」とはいわない。